# Matheteus theveneti
Matheteus theveneti är en skalbaggsart som beskrevs av Leconte 1874. Matheteus theveneti ingår i släktet Matheteus och familjen Omethidae. Inga underarter finns listade i Catalogue of Life.